# Musée de l'Abbé-Lemire d'Hazebrouck
Le musée de l’Abbé-Lemire est situé dans la commune française d’Hazebrouck ; il est consacré à Jules-Auguste Lemire, maire de la ville de 1914 à 1928 et député du Nord.

## Historique

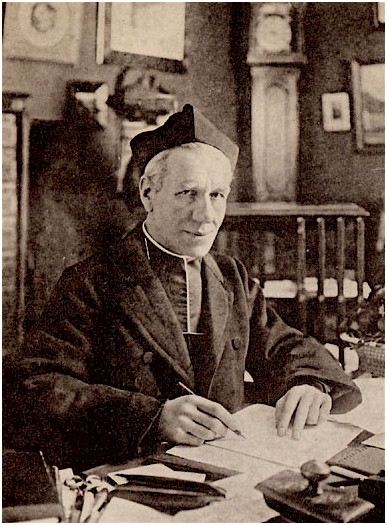
Jules Lemire 1853-1928

Maire d’Hazebrouck de 1914 à 1928 et député du Nord, l’abbé Lemire mena une action importante en faveur de l’émancipation de la classe ouvrière.

## Collections
La maison du député-abbé située à proximité du clocher de l’église Saint-Éloi rassemble des souvenirs, du mobilier et des photographies. Sur la façade, une sculpture de pierre représente un lion debout et un lièvre, symbole de la ville. La devise latine Parva sub ingenti (signifiant « Le faible protégé par le fort ») peut être lue également.
Une visite de sa maison est possible chaque premier dimanche du mois de 14h30 à 17h30 et sur réservation. Elle est assurée par les membres bénévoles de l’association "mémoire de l'abbé Lemire." 